# Język lalia
Język lalia – język z rodziny bantu, z grupy mongo-nkundu, używany w Demokratycznej Republice Konga. W 1971 roku liczba mówiących wynosiła ok. 30 tysięcy.